# エウローパ・レーギーナ

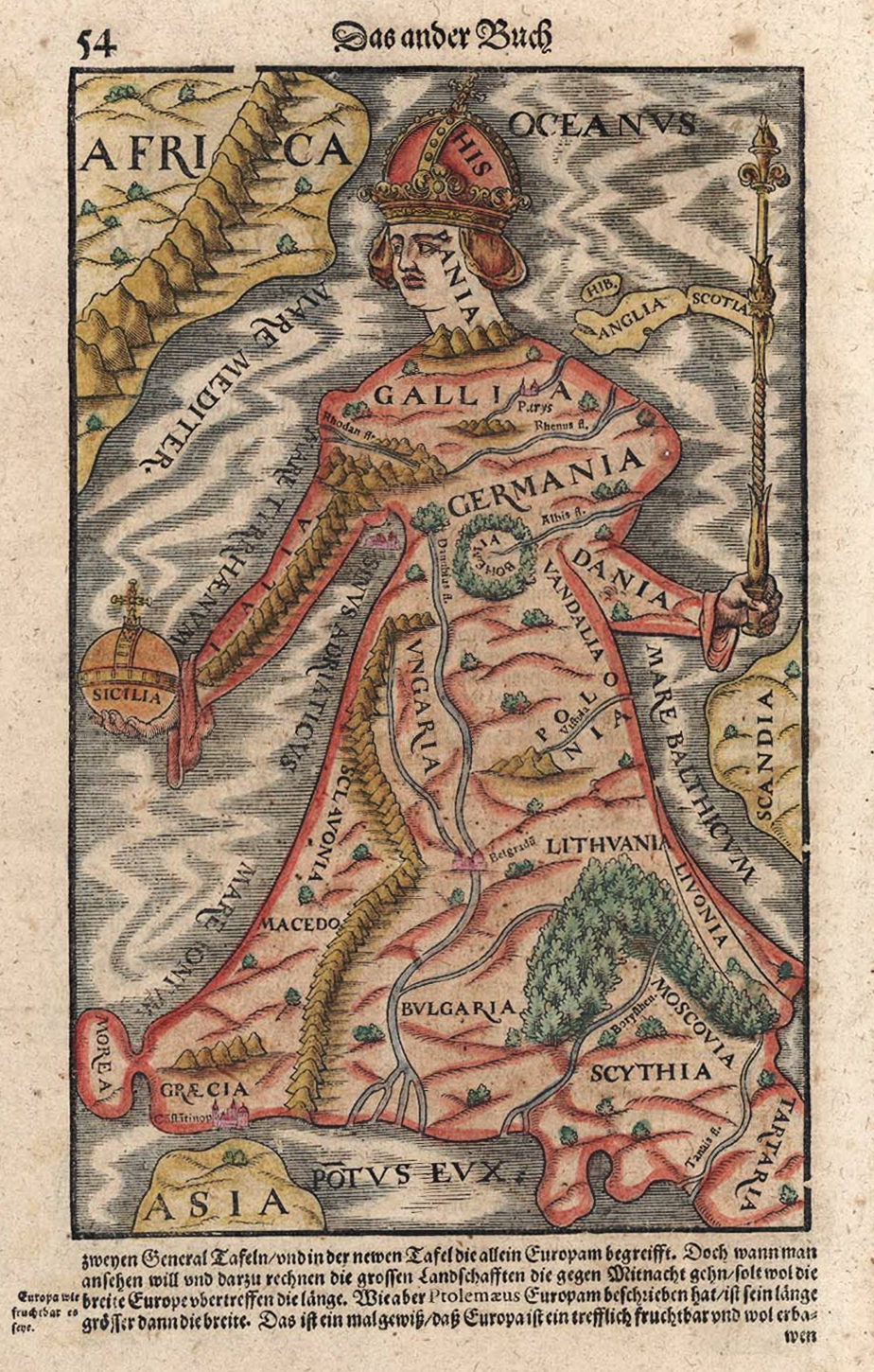
ゼバスティアン・ミュンスターの『宇宙誌』中の「エウローパ・レーギーナ」。

エウローパ・レーギーナ（ラテン語: Europa regina）またはヨーロッパ女王は、ヨーロッパ大陸を女王として描写した地図のような絵である。16世紀に人気を博したこの地図はヨーロッパを、神聖ローマ皇帝のレガリアを身に付けた若く優雅な女性として描いている。イベリア半島（Hispania）が頭部で、カロリング朝のビューゲル冠のような形状の冠をつけている。ピレネー山脈が首を形作り、イベリア半島と上胸部を作るフランス（ガリア Galia）とを分けている。神聖ローマ帝国（ゲルマニア Germaniaとその他の領土）は胴体の中央であり、ボヘミア（Bohemia。初期の絵ではAustriaのことも）は女王の心臓である（腰のメダルとして描かれていることもある）。長いガウンはハンガリー、ポーランド、リトアニア、リヴォニア、ブルガリア、モスコヴィア、マケドニア、ギリシャに伸びる。両腕はイタリアとデンマーク（Dania）によって形作られ、王笏と宝珠（シチリア Sicilia）を持っている。ほとんどの描写において、アフリカ、アジア、およびスカンジナビア半島は略図で部分的に示されており、ブリテン諸島も同様である。

## 起源
ヨーロッパ中世期、典型的な地図はエルサレムを中心としたTO図であり、ヨーロッパ、アジア、アフリカが描かれていた。ヨーロッパだけを描いた地図は極めて稀であった。ヨーロッパに注目した地図は近世の始まりの1537年にインスブルック出身の地図製作者ヨハネス・プッチによって出版された。
プッチの地図が初めてヨーロッパを「エウローパ・レーギーナ」として描いたものであり、ヨーロッパ地域は冠、王笏、宝珠を身につけた人間の女性の形であった。この地図はカルヴァン主義者のChristian Wechelによって最初に印刷された。この地図の起源と当初の需要についてはほとんど不確かであるものの、プッチ（ラテン語化された名前はJohannes Bucius Aenicola。1516年 - 1542年）が神聖ローマ皇帝フェルディナント1世と密接な関係を保ち続けたこと、そして地図の人気は16世紀広範に大きく高まったことが知られている。「エウローパ・レーギーナ」という現代の用語はプッチの同時代にはまだ使われておらず、ラテン語の語句「Europa in forma virginis（乙女の姿のヨーロッパ）」が使われていた。
1587年、ヨハン・ブッセマッハーがマティアス・クアドによる銅板エングレービングを出版した。このエングレービングは「Europae descriptio」としてプッチのエウローパ・レーギーナの改作を描いていた。1588年以降、別の改作がゼバスティアン・ミュンスターの『宇宙誌』の全ての改訂版に掲載された（初期の版には時々した含まれていない）。ハインリヒ・ビュンティンクの『Itenerarium sacrae scripturae（聖書の旅程）』は、1582年版では女性の外観を持つヨーロッパの地図を含んでいたが、1589年版でエウローパ・レーギーナに切り替わった。これらやその他の事例に基づいて、多くの文献が1587年をエウローパ・レーギーナ像の採用が始まった年であるとしている。

## 象徴主義
エウローパ・レーギーナは1530年代にオーストリアの地図製作者ヨハネス・プッチによって、おそらくハプスブルク家のカール5世の配偶者としてヨーロッパを描く意図を持って導入された。カール5世はキリスト教世界の普遍的君主となることを熱望しており、神聖ローマ帝国とスペインを含む数多くの領地を統治していた。この仮説を支持する主張は、地図がHispaniaが王冠を戴いた頭が西を向いた姿で描かれていること（顔はカール5世の妻、イサベル・デ・ポルトゥガルに似ていると言われている）、神聖ローマ帝国の象徴であるカロリング朝の冠・王笏・宝玉が使われていること、ハプスブルク領諸国（オーストリア、ボヘミア、ハンガリー、ドイツ）が体の心臓と中心として描かれいること、同時代のハプスブルク宮廷のドレスコードに似たガウンのデザイン、である。同時代の男女の肖像画で見られるように、エウローパ・レーギーナの頭は右側を向いており、宝珠を右手で持っている。これは人物の右側にいる想像上の夫、つまり皇帝を向いており、皇帝に権力を与えていることを象徴していると解釈されてきた。
2つ目は、ヨーロッパがres publica christiana（中世の伝統における統合されたキリスト教世界）と世界の列強あるいは支配的な勢力であることを示している、というものである。
3つ目の寓意は、地図上の水域の特別な位置によってヨーロッパを楽園として描いている、というものである。同時代の図像は楽園を囲い込まれた形式で描写していたため、エウローパ・レーギーナは海と川によって囲まれている。ドナウ川は楽園へと流れる聖書に登場する楽園の川と同じく、4つの支流が河口に描かれている。
エウローパ・レーギーナが水によって囲まれていることは、古代の神話のエウローペーの寓意でもある。エウローペーはゼウスによって海を渡って連れ去られた。
エウローパ・レーギーナはEuropa triumphans（ヨーロッパの勝利; Europa deplorans〔ヨーロッパの嘆き〕の対義語）の近代の寓喩に属する。

## 関連する地図
地図を人間の形で描く技法は、地中海を示したオピキヌス・デ・カニストリスによって描かれた地図でも見ることができる。プッチの地図に先んじる1340年に出版されたこの地図は、ヨーロッパを男性、北アフリカを女性として示している。「レオ・ベルギクス」はネーデルラントをライオンとして示している（この地図は現代の地図のように北が上側である）。
エウローパ・レーギーナでは、実際の地理よりも女性の形が優先されている。これは、Hendrik Kloekhoffによって描かれ、1709年にFrancois Bohnによって出版された地図で見られるアプローチと対照的である。『Europa. Volgens de nieuwste Verdeeling（ヨーロッパ、最新の分類に基づいて）』と題されたこの地図では、かなり正確なヨーロッパの地理が示されている。ただし、エウローパ・レーギーナと同じようにイベリア半島が上部に来るように西向きに描かれている。